# Невесты Дракулы
«Невесты Дракулы» (англ. The Brides of Dracula, 1960) — фильм ужасов режиссёра Теренса Фишера.

## Сюжет
Молодая Марианна (Ивонна Монлор) должна поступить на работу в качестве учительницы в Бадштайн. Она останавливается в замке Майнстер, где живёт старая баронесса (Мартита Хант) со служанкой Гретой (Фреда Джексон) и красивым сыном (Дэвид Пил), которого она держит взаперти. Это пробуждает у Марианны интерес. Она посещает молодого барона Майнстера и узнаёт, что его держат на серебряной цепи, которая сковывает его движения. Движимая чувством сострадания, Марианна крадёт ключ и освобождает барона.
Ночью она пробуждается от жуткого крика баронессы. Марианна находит баронессу мертвой в инвалидном кресле, из её шеи течёт кровь. В панике Марианна бежит в лес. Случайно там оказавшийся доктор ван Хелсинг (Питер Кушинг) находит Марианну бездыханной в лесу. Он привозит её в Бадштайн.
Вскоре находят мертвой девушку из деревни (Мари Дивелё). Доктор Ван Хелсинг, изучив рану, приходит к выводу, что это сделали вампиры. Он спешит к замку, где, по его мнению, должна обитать нечисть, но замок покинут.
Тем временем барон навещает Марианну и делает ей предложение. Так как Марианна подозревает в убийстве Грету, она спокойно принимает предложение.
На следующее утро находят вторую жертву: Гину (Андрэ Мелли), коллегу Марианны. Ван Хелсинг приказывает изолировать гроб в конюшне и не спускать с него глаз. Когда наступает очередь Марианны нести вахту, крышка гроба внезапно открывается и из него встает Гина, с диким смехом обнажив свои острые клыки. Появляется Ван Хелсинг и с помощью распятия спугивает упыря. Доктор рассказывает ей о возлюбленном: барон — вампир. Марианна в ответ говорит о месте, где спрятался барон. Ван Хелсинг спешит на ветряную мельницу, где находится барон со своими мертвыми невестами. Ван Хелсингу удаётся нанести вампиру сокрушительный удар, брызнув ему Святой водой в лицо. Скорчившись от боли, барон слепнет. Не видя ничего вокруг себя, он поджигает мельницу. Ван Хелсинг и Марианна спасаются. Когда крылья ветряной мельницы рисуют на небе огненный крест, Дракула и его невесты погибают.

## В ролях
- Питер Кушинг — доктор ван Хелсинг
- Дэвид Пил — барон Майнстер
- Мартита Хант — баронесса Майнстер
- Ивонна Монлор — Марианна
- Майлс Маллесон — доктор Тоблер
- Мона Уошборн — фрау Ланг